# Alpské lyžování na Zimních olympijských hrách 2022 – superkombinace muži
Superkombinace mužů na Zimních olympijských hrách 2022 se konal  10. února 2022 jako třetí mužský závod v alpském lyžování pekingské olympiády na tratích Národního centra alpského lyžování v obvodu Jen-čching. Začátek sjezdu proběhl v 10.30 hodin místního času a slalom následoval od 14.15 hodin. Do závodu nastoupilo 27 lyžařů ze 17 výprav.
Obhájce olympijského zlata Rakušan Marcel Hirscher ukončil v září 2019 závodní kariéru. Stříbrný medailista z roku 2018 Francouz Alexis Pinturault se do závodu kvalifikoval na rozdíl od krajana Victora Muffata-Jeandeta, který dojel v Pchjongčchangu na bronzové příčce. V předchozí části probíhající sezóny Světového poháru 2021/2022 se žádný superkombinační závod nekonal. Úřadujícím mistrem světa z roku 2021 byl Rakušan Marco Schwarz, který skončil pátý.

## Medailisté
Olympijským vítězem se stal 29letý Rakušan Johannes Strolz, který při svém debutovém startu na olympiádě získal zlato. O výhře rozhodl nejrychlejším slalomem, když mu po sjezdu patřila čtvrtá příčka. Na zimní hry se přitom musel po vyřazení z rakouské reprezentace připravovat na vlastní náklady. Nominaci mu zajistila až překvapivá výhra v adelbodenském slalomu v lednu 2022, znamenající jeho první pódiové umístění ve Světovém poháru. Podmínku FISových bodů ze sjezdu pro účast v olympijské kombinaci splnil až krátce před uzavřením rakouské nominace, když 13. ledna musel nastoupit do sjezdu v Tarvisiu v rámci Evropského poháru. 
Zlatem navázal na otce Huberta Strolze, který ovládl kombinační závod na Zimních olympijských hrách 1988 v Calgary. Stali se tak první dvojicí otec–syn, která zvítězila ve stejné individuální soutěži na zimních olympijských hrách.
Se ztrátou 59 setin sekundy skončil druhý Nor Aleksander Aamodt Kilde, specialista na rychlostní diciplíny, jenž zvítězil v úvodní sjezdové části. Šestý nejrychlejší čas ve slalomu mu zajistil druhý cenný kov po třetím místu z pekingského superobřího slalomu. Vylepšil tím 21. příčku ze superkombinace na ZOH 2018. S minimálním rozdílem devíti setin sekundy za Kildem dojel bronzový Kanaďan James Crawford, jenž si odvezl první medaili z vrcholné světové akce. Posunul tak svá maxima čtvrtých míst z pekingského sjezdu a superkombinace na světovém šampionátu 2021.

## Výsledky
| P                                                                    | SČ  | závodník                | stát            | Sjezd           | Sjezd           | Slalom          | Slalom          | celkový výsledek | celkový výsledek |
| P                                                                    | SČ  | závodník                | stát            | čas             | poř.            | čas             | poř.            | čas              | ztráta           |
| -------------------------------------------------------------------- | --- | ----------------------- | --------------- | --------------- | --------------- | --------------- | --------------- | ---------------- | ---------------- |
| Zlatá olympijská medaile                                             | 6   | Johannes Strolz         | Rakousko        | 1:43,87         | 4.              | 47,56           | 1.              | 2:31,43          | —                |
| Stříbrná olympijská medaile                                          | 10  | Aleksander Aamodt Kilde | Norsko          | 1:43,12         | 1.              | 48,90           | 6.              | 2:32,02          | +0,59            |
| Bronzová olympijská medaile                                          | 11  | James Crawford          | Kanada          | 1:43,14         | 2.              | 48,97           | 7.              | 2:32,11          | +0,68            |
| 4.                                                                   | 9   | Justin Murisier         | Švýcarsko       | 1:44,14         | 6.              | 48,15           | 3.              | 2:32,29          | +0,86            |
| 5.                                                                   | 5   | Marco Schwarz           | Rakousko        | 1:44,07         | 5.              | 48,64           | 4.              | 2:32,71          | +1,28            |
| 6.                                                                   | 1   | Barnabás Szőllős        | Izrael          | 1:45,04         | 11.             | 48,14           | 2.              | 2:33,18          | +1,75            |
| 7.                                                                   | 18  | Raphael Haaser          | Rakousko        | 1:44,63         | 10.             | 48,64           | 4.              | 2:33,27          | +1,84            |
| 8.                                                                   | 7   | Broderick Thompson      | Kanada          | 1:44,39         | 8.              | 49,81           | 8.              | 3:34,20          | +2,77            |
| 9.                                                                   | 21  | Brodie Seger            | Kanada          | 1:43,54         | 3.              | 51,49           | 10.             | 2:35,03          | +3,60            |
| 10.                                                                  | 12  | Christof Innerhofer     | Itálie          | 1:44,19         | 7.              | 51,61           | 11.             | 2:35,80          | +4,37            |
| 11.                                                                  | 14  | Marco Pfiffner          | Lichtenštejnsko | 1:45,11         | 13.             | 51,29           | 9.              | 2:36,40          | +4,97            |
| 12.                                                                  | 4   | Jack Gower              | Irsko           | 1:45,16         | 14.             | 52,58           | 12.             | 2:37,74          | +6,31            |
| 13.                                                                  | 27  | Arnaud Alessandria      | Monako          | 1:45,79         | 15.             | 58,41           | 16.             | 2:44,20          | +12,77           |
| 14.                                                                  | 22  | Ivan Kovbasňuk          | Ukrajina        | 1:49,13         | 21.             | 55,30           | 14.             | 2:44,43          | +13,00           |
| 15.                                                                  | 25  | Albin Tahiri            | Kosovo          | 1:52,44         | 22.             | 55,85           | 15.             | 2:48,29          | +16,86           |
| 16.                                                                  | 23  | Čang Jang-ming          | Čína            | 1:55,25         | 23.             | 54,47           | 13.             | 2:49,72          | +18,29           |
| 17.                                                                  | 26  | Sü Ming-fu              | Čína            | 1:55,32         | 24.             | 1:05,08         | 17.             | 3:00,40          | +28,97           |
| —                                                                    | 3   | Jan Zabystřan           | Česko           | 1:44,54         | 9.              | nedojel do cíle | nedojel do cíle | nedojel do cíle  | nedojel do cíle  |
| —                                                                    | 13. | Alexis Pinturault       | Francie         | 1:45,04         | 11.             | nedojel do cíle | nedojel do cíle | nedojel do cíle  | nedojel do cíle  |
| —                                                                    | 17. | Simon Jocher            | Německo         | 1:45,80         | 16.             | nedojel do cíle | nedojel do cíle | nedojel do cíle  | nedojel do cíle  |
| —                                                                    | 15. | Loïc Meillard           | Švýcarsko       | 1:45,91         | 17.             | nedojel do cíle | nedojel do cíle | nedojel do cíle  | nedojel do cíle  |
| —                                                                    | 24. | Henrik Von Appen        | Chile           | 1:46,51         | 18.             | nedojel do cíle | nedojel do cíle | nedojel do cíle  | nedojel do cíle  |
| —                                                                    | 19. | Trevor Philp            | Kanada          | 1:46,84         | 19.             | nedojel do cíle | nedojel do cíle | nedojel do cíle  | nedojel do cíle  |
| —                                                                    | 16. | Luca Aerni              | Švýcarsko       | 1:47,03         | 20.             | nedojel do cíle | nedojel do cíle | nedojel do cíle  | nedojel do cíle  |
| —                                                                    | 2   | Miha Hrobat             | Slovinsko       | nedojel do cíle | nedojel do cíle | nedojel do cíle | nedojel do cíle | nedojel do cíle  | nedojel do cíle  |
| —                                                                    | 8   | Nejc Naraločnik         | Slovinsko       | nedojel do cíle | nedojel do cíle | nedojel do cíle | nedojel do cíle | nedojel do cíle  | nedojel do cíle  |
| —                                                                    | 20  | Yannick Chabloz         | Švýcarsko       | nedojel do cíle | nedojel do cíle | nedojel do cíle | nedojel do cíle | nedojel do cíle  | nedojel do cíle  |
| P – pořadí, SČ – startovní číslo                                     |     |                         |                 |                 |                 |                 |                 |                  |                  |
| Sjezd odstartoval v 10.30 hodin (UTC+8) a slalom pak ve 14.15 hodin. |     |                         |                 |                 |                 |                 |                 |                  |                  |